# アパラチア高原
アパラチア高原（Appalachian Plateau）とは、北アメリカ大陸の東部に存在する比較的標高の高い場所であり、アパラチア山脈の西部のことを指す。なお、アリゲイニ高原（Allegheny Plateau）やカンバーランド高原などは、このアパラチア高原の一部である。

## 概要
アパラチア高原は、アメリカ合衆国のニューヨーク州南部が高原の北端部、同じくアメリカ合衆国のアラバマ州北部が高原の南端部である。したがってアパラチア高原は、アメリカ合衆国東部の幾つかの州にまたがって存在していることを意味する。このアパラチア高原の東には高原よりも高い山々が連なっていて、高原の東端はこの山々に接している

。
ただし接してはいても、高原の部分と東の山々の部分とでは、地質的な違いも存在する

。
このため高原と東の山々との境界は、比較的明確となっている。これに対して、高原の西側は内陸に存在する平原との境界が不明瞭な部分も存在する。これは高原の表面が緩やかに傾斜していて、概ね北西の方向に向かって降っているからである。なお、アパラチア高原は主に浸食された堆積岩でできており、高原の東の山々とは違って、高原側の地下には石炭が豊富に分布していることが知られている。ここの石炭は、主にペンシルベニア紀の間に形成されたとされている

。

## より細かな区域別け
アパラチア高原は、より細かな区域に別けられることもある。以下は、全てアパラチア高原の一部である。
- カトスキル山地（Catskill Mountains）
- アリゲイニ高原（Allegheny Plateau）
- カンバーランド高原（Cumberland Plateau）
- カンバーランド山地（Cumberland Mountains）

ただし、これらは必ずしも地質的な特徴や地形的な特徴での区分というわけではなく、歴史的な背景が理由で区域別けされているだけでしかない部分（例えばアリゲイニ高原とカンバーランド高原）も存在する。